# Gus Mercurio
Augustino Eugenio „Gus“ Mercurio OAM (* 10. August 1928 in Milwaukee, Wisconsin; † 7. Dezember 2010 in Melbourne, Victoria) war ein australischer Filmschauspieler und Boxer.

## Leben
Gus Mercurios Eltern Vincent und Ceil Mercurio stammten ursprünglich aus Sizilien und verdienten sich als Obst- und Gemüsehändler in Milwaukee ihren Lebensunterhalt. Gus Mercurio hatte drei Geschwister. 1935, als Gus sieben Jahre alt war, verließ der Vater die Familie. In den kommenden Jahren musste die Familie Mercurio oft um Unterhaltszahlungen von Seiten des Vaters kämpfen. Gus Mercurio selbst begann in jungen Jahren als Amateurboxer zu arbeiten und traf in über 100 Kämpfen unter anderem auf Rocky Graziano und Pete Mead.
1945, im Alter von 17 Jahren, trat Mercurio der Handelsmarine bei, und wurde drei Jahre später, 1948, Soldat im United States Marine Corps. Nach seinem Militärdienst setzte Mercurio seine Arbeit als Boxer fort, wurde sogar Profi, und kämpfte danach etwa 36 Kämpfe. Auf Anraten seines Chiropraktikers studierte Mercurio am Palmer College of Chiropractic in Davenport im US-Bundesstaat Iowa das entsprechende Fach und erhielt nach vier Jahren sein Diplom.
Nachdem er kurze Zeit in Kalifornien als Chiropraktiker gearbeitet hatte, kam er 1956 mit dem US-amerikanischen Team im Rahmen der Olympischen Sommerspiele nach Australien. Die Liebe zu Down Under veranlasste ihn, mit seiner Frau Shirley und ihren beiden Kindern in Australien zu bleiben. In Ballarat kam Mercurios drittes Kind zur Welt. Doch die Ehe scheiterte; Shirley zog mit den drei Kindern in die USA zurück. Mercurio zog nach Swan Hill, wo er begann, als Chiropraktiker zu arbeiten, und einen Boxerclub für Jungen und junge Männer gründete. Gus Mercurio hat sich auch in Australien um den Boxsport verdient gemacht. 1967 wurde er zum Vizepräsidenten der Victorian Amateur Boxing Association gewählt. Er heiratete ein zweites Mal. Mit seiner Frau Jean bekam er vier weitere Kinder, darunter 1963 Paul Mercurio, der ebenfalls als Filmschauspieler Erfolge feierte. 1968 endete die zweite Ehe von Gus Mercurio ebenfalls in der Scheidung. Zuletzt lebte er mit einer Frau namens Rita in einer Lebensgemeinschaft.
1970 begann Mercurios zweiter Karriereweg – er wurde Schauspieler. Sein Filmdebüt feierte er in einer Episode der Krimiserie The Long Arm. Obwohl er in zahlreichen Fernsehserien und -filmen Rollen übernahm, wurde er außerhalb Australiens kaum bekannt. 1980 übernahm er in Die blaue Lagune die erste Rolle in einem international beachteten Film. 1988 stand er zudem für Crocodile Dundee II vor der Kamera. Von 1996 bis 2000 gehörte er zu den Hauptdarstellern der Fernsehserie Flipper.
1989 erhielt Mercurio die australische Staatsbürgerschaft.
Nach seinem letzten Filmauftritt, im Jahr 2008, zog sich Mercurio ins Privatleben zurück. Er starb im Dezember 2010 im Alter von 82 Jahren nach einer Operation an einem Aneurysma.

## Filmografie (Auswahl)
- 1980: Die blaue Lagune (The Blue Lagoon)
- 1988: Crocodile Dundee II